# Mustafa Ceviz
Mustafa Ceviz (* 3. Februar 1966 in Malatya) ist ein ehemaliger türkischer Fußballspieler und -trainer.

## Spielerkarriere
Ceviz kam 1966 in der osttürkischen Stadt Malatya auf die Welt. Seine Profifußballkarriere begann er 1999 beim damaligen Drittligisten Etibank SAS. Bis zum Jahre 1998 spielte er bei diversen Vereinen der Türkiye 3. Futbol Ligi und beendet anschließend seine Spielerkarriere.

## Trainerkarriere
Direkt im Anschluss an seine Fußballspielerkarriere startete er seine Trainerkarriere. Als erste Tätigkeit übernahm er den damaligen Viertligisten Kurtalanspor. Ein Jahr später arbeitete er beim Zweitligisten Şanlıurfaspor als Co-Trainer. Die nachfolgenden Jahre trainierte er diverse Vereine der TFF 3. Lig bzw. der TFF 2. Lig.
Zum November 2008 übernahm er beim Viertligisten Malatya Belediyespor das Cheftraineramt. Bereits sechs Wochen später trat er aber von diesem Amt zurück.
Nach seinem Rücktritt bei Malatya Belediyespor trainierte er noch Fethiyespor und Tarsus İdman Yurdu und übernahm im Dezember 2011 den Viertligisten Nazilli Belediyespor. Mit diesem Verein erreichte er in der Viertligaspielzeit 2011/12 die Meisterschaft und stieg in die TFF 2. Lig auf. Nach dem Aufstieg blieb er noch einige Monate als Cheftrainer tätig und verließ dann den Verein.
Zum Winter 2012 übernahm er zum vierten Mal den Cheftrainerposten bei Fethiyespor. Diesen Verein führte er zum Saisonende zum Playoffsieg der TFF 2. Lig und damit zum Aufstieg in die TFF 1. Lig. Nach dem Aufstieg gab er am 11. Spieltag seinen Rücktritt bekannt.
Wenige Tage nach seinem Rücktritt bei Fethiyespor wurde er als neuer Cheftrainer des Drittligisten Aydınspor 1923 präsentiert.

## Erfolge
Mit Nazilli Belediyespor
- Meister der TFF 3. Lig 2011/12 und Aufstieg in die TFF 2. Lig

Mit Fethiyespor
- Playoffsieger der TFF 2. Lig 2012/13 und Aufstieg in die TFF 1. Lig